# Woodstock (Maryland)
Woodstock est une communauté non constituée en municipalité située dans la banlieue de Baltimore, au Maryland. 
Le village original de Woodstock est situé dans le comté de Howard, et comprend donc des parties du comté de Baltimore et du comté de Carroll.